# Mein Er Mere

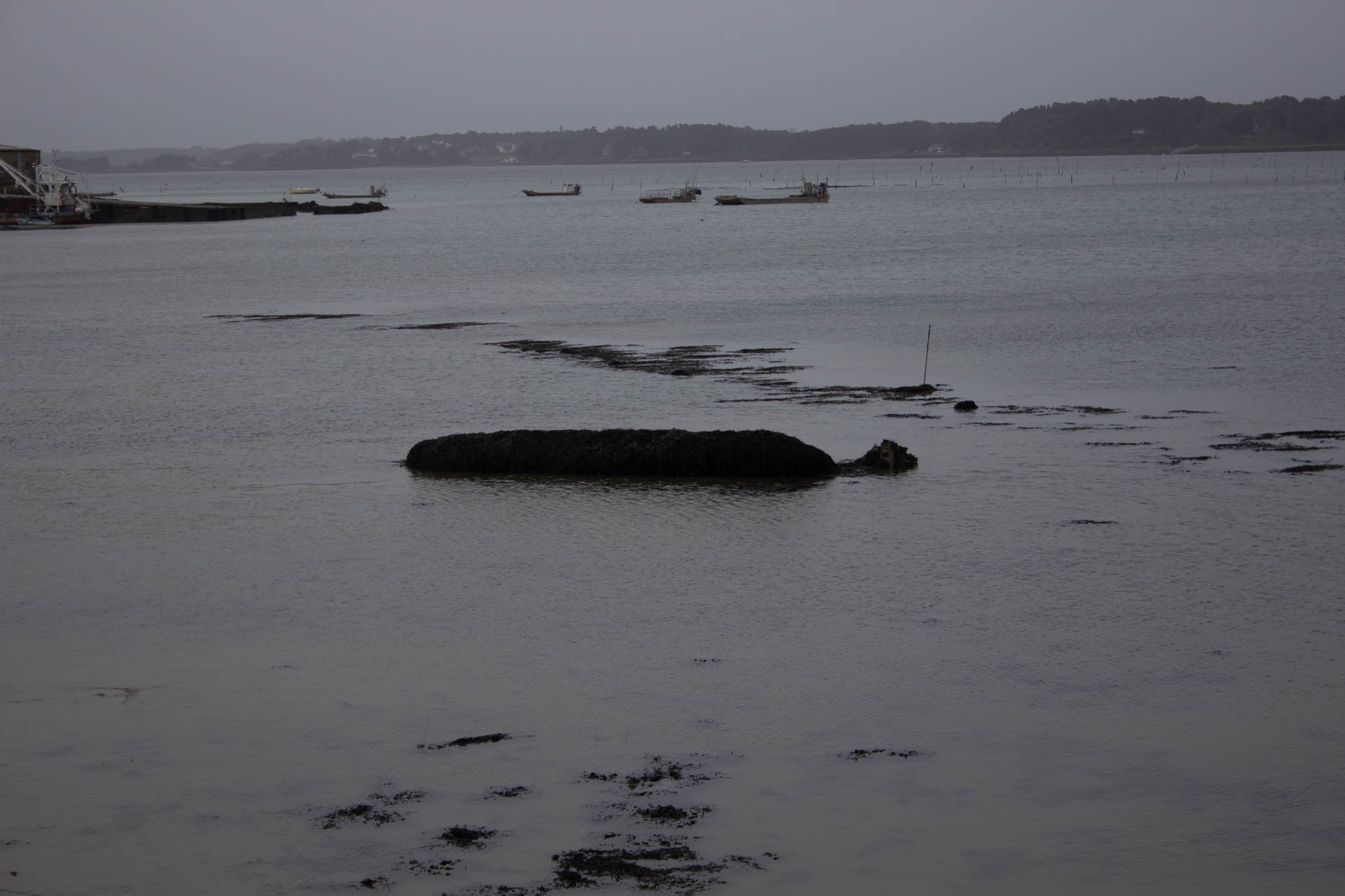
Mein Er Mere

Der Menhir Mein Er Mere ist ein unmittelbar nördlich des Hafens von Locmariaquer  im Meer liegender (menhir couché) nur bei Ebbe sichtbarer Menhir im Département Morbihan in der Bretagne in Frankreich.
Es ist ein etwa 8,0 m langer, mit Seetang bedeckter Granitblock aus der Jungsteinzeit, der auf dem Schlamm liegt. Der Grund für den aktuellen Standort ist unbekannt. Wie zahlreiche Standorte im Golf von Morbihan belegen (z. B. Er Lannic), hat die Region seit der Jungsteinzeit einen Meeresspiegelanstieg erlebt, und es ist möglich, dass er auf trockenem Land errichtet wurde.
Es gibt in Frankreich eine Reihe von im Küstenvorland (französisch mégalithiques situés sur un estran) gelegenen Dolmen und Menhire.